# Watyn
Watyn (ukr. Ватин) – wieś na Ukrainie w rejonie łuckim obwodu wołyńskiego.

## Historia
Pod koniec XIX w. wieś w gminie Torczyn, w powiecie łuckim.
Do 2020 w rejonie horochowskim. 

## Urodzeni
- Daniił Kondratiuk